# Margareta Böckh

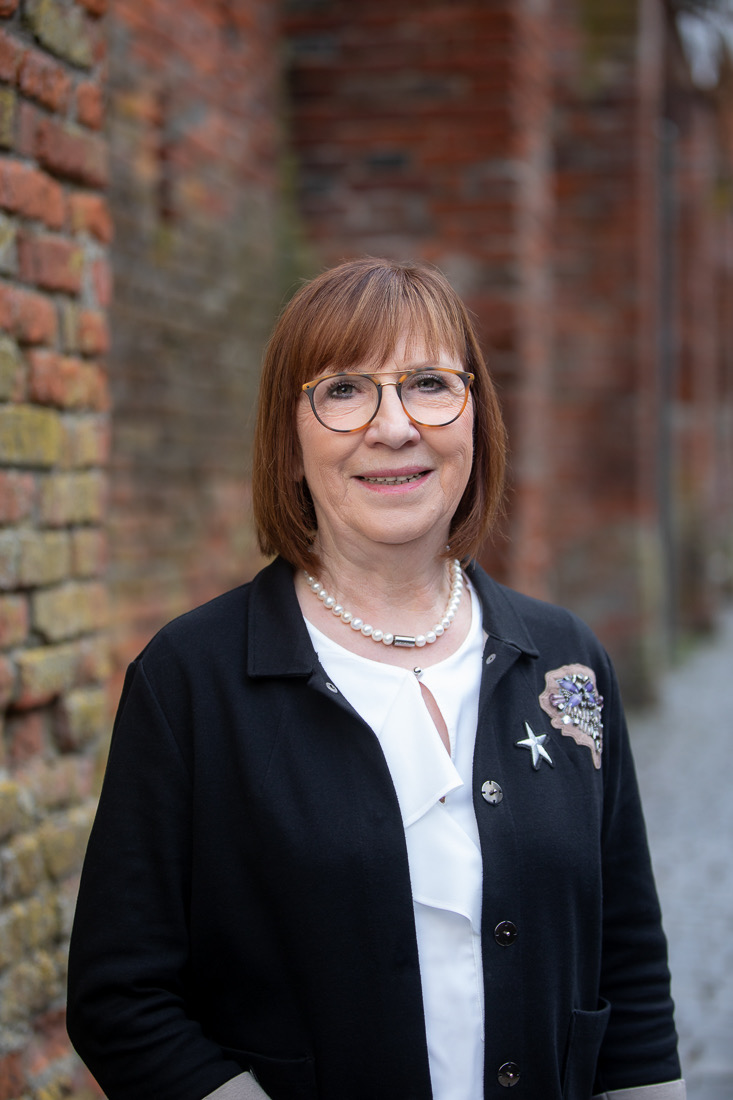
Margareta Böckh (2020)

Margareta Elisabeth Böckh (geb. Beul, * 23. März 1952 in Elz) ist eine deutsche Kommunalpolitikerin der CSU. Sie ist Zweite Bürgermeisterin im schwäbischen Memmingen.

## Leben
Margareta Böckh wurde am 23. März 1952 in Elz im Westerwald geboren. Nach dem Abitur studierte sie Erziehungswissenschaften an der Universität Gießen. Sie arbeitete in Memmingen als Lehrerin an der Lindenschule und der Elsbethenschule, des Weiteren an der Volksschule Heimertingen. Sie war Konrektorin an der Volksschule Memmingerberg, ehe sie ab dem Schuljahr 2007/2008 als Rektorin an die Volksschule Sontheim wechselte. Seit ihrer Wahl zur Zweiten Bürgermeisterin in Memmingen ist sie von ihrem Amt als Rektorin beurlaubt.
Margareta Böckh ist seit 1974 verheiratet und hat drei erwachsene Kinder. Sie ist Ehrenvorsitzende des Memminger Kreisverbandes des Deutschen Kinderschutzbundes, den sie 21 Jahre als Vorsitzende leitete, Gründerin und langjährige Leiterin der Mundartbühne Amendingen, Beirat der Justizvollzugsanstalt Memmingen, Lektorin und Kommunionhelferin in der Pfarrei St. Ulrich in Amendingen, Solistin im Kirchenchor und Mitglied diverser anderer Memminger Vereine.

## Kommunalpolitikerin
Margareta Böckh trat 1991 in die CSU ein. Zur stellvertretenden Vorsitzenden wurde sie 1995 und in den Memminger Stadtrat 1996 gewählt. Kreisvorsitzende der Frauen-Union der CSU in Memmingen wurde sie 1997 und bekleidete das Amt bis 2019. Zur Zweiten Bürgermeisterin wurde sie 2010, 2014 und 2020 gewählt. Nach dem Tod des Oberbürgermeisters Markus Kennerknecht am 28. Dezember 2016 übernahm sie als seine Stellvertreterin die Amtsgeschäfte bis zur Vereidigung des neuen Oberbürgermeisters Manfred Schilder am 22. März 2017. In diese Zeit fiel auch die Verabschiedung des städtischen Haushalts und der Nebenhaushalte wie Klinikums- und Stiftungshaushalt.

## Ehrungen
- 2019: Bundesverdienstkreuz am Bande